# لودویگ ورده
لودویگ ورده (آلمانی: Ludwig Wrede؛ ۲۸ اکتبر ۱۸۹۴ – ۱ ژانویهٔ ۱۹۶۵) اسکیت‌باز نمایشی اهل اتریش بود.